# Joanna Angel
Joanna Angel (sinh ngày 25 tháng 12 năm 1980) là một nữ diễn viên, là diễn viên khiêu dâm, đạo diễn, và người viết phim dành cho người trưởng thành người Mỹ gốc Do Thái. Cô nổi tiếng vì đã bắt đầu BurningAngel vào tháng 4 năm 2002 với người bạn cùng phòng Mitch Fontaine và đã được ghi nhận là giúp đỡ cảnh 'alt-porn' phát triển trong ngành công nghiệp . Ra mắt như là một phản ứng với các trang web như SuicideGirls, phim đặc trưng với các diễn viên diễn xuất trong các cảnh hardcore độc nhất với một sự tập trung mạnh mẽ hơn vào thẩm mỹ punk.

## Đầu đời
Angel sinh ra ở Brooklyn, New York, với một người mẹ Israel và một người cha Mỹ. Cô đã lớn lên ở River Edge ở quận Bergen, New Jersey, nơi cô học tại trường tiểu học Cherry Hill và tốt nghiệp trường River Dell High School năm 1998. Sau khi tốt nghiệp, cô đã theo học tại trường Đại học Rutgers, nơi cô lấy bằng Cử nhân Văn học Anh văn với một ngành học phụ về phim ảnh..
Cô đã làm việc trong một nhà hàng thức ăn nhanh kosher ở Teaneck trong suốt thời trung học, sau đó là ở Applebee's và một nhà hàng khác tên là Happy's Health Grille, trong thời gian học đại học.
Sau khi hoàn thành bằng cấp, cô chuyển đến Williamsburg thuộc Brooklyn, New York, và cùng với Mitch Fontaine, trang web BurningAngel, một trang web dành cho người lớn hardcore phục vụ cho một thể loại đang nổi lên có tên là alt porn, trong khi cô nhảy múa như một vũ nữ thoát y vào ban đêm. Trang web của cô theo bước chân của SuicideGirls rất phổ biến, mà cô đã gọi là "McDonald của alt khiêu dâm. Khi được hỏi liệu cô ấy nghĩ rằng khiêu dâm alt chuyển thành phong trào, cô ấy nói, "Tôi nghĩ đó là một phong trào. Tôi nghĩ tôi đã bắt đầu một cái gì đó.

## Sự nghiệp

### Sự xuất hiện
Sau sự thành công của Burning Angel, Angel đã từng xuất hiện trong rất nhiều tạp chí và bài báo, trong đó có tờ The New York Times .
Angel đã viết một cột bài báo về lời khuyên tình dục hàng tháng cho Spin. Cô cũng đóng góp một chương cho cuốn sách Naked Ambition: Women Pornographers and How They Are Changing the Sex Industry.
Trong năm 2010, Angel đã xuất hiện trong một thông báo dịch vụ công cộng cho Liên minh Tự do Ngôn luận về chủ đề vi phạm bản quyền trên Internet về nội dung người lớn, do Michael Whiteacre chỉ đạo. Bài báo, với tựa đề "FSC All-Star Anti-Piracy PSA" đã tìm thấy cô trong công ty của các nghệ sĩ biểu diễn khiêu dâm như Lisa Ann, Julie Meadows, Kimberly Kane, Ron Jeremy và những ngôi sao hợp đồng của Wicked Pictures, Alektra Blue và Kaylani Lei.
Trong năm 2011, Angel đã được CNBC đặt tên là một trong 12 ngôi sao khiêu dâm nổi tiếng nhất. CNBC lưu ý rằng cô sở hữu studio của riêng mình và rằng "hình dạng punk" mà cô và các diễn viên khác của cô chia sẻ đã tạo ra một thể loại mới trong ngành công nghiệp phim ảnh khiêu dâm, được gọi là Alt porn. Ngoài ra, trong năm 2011, Angel đã làm khách mời cho Adult Swim chương trình Childrens Hospital, trong tập ba mùa "Night Shift". Cô đóng vai một ngôi sao khiêu dâm và là người bạn gia đình của Rob Corddry, nhân vật Dr. Blake .
Angel đôi khi xuất hiện trên Cracked.com như một người bạn của các nhà bình luận và xuất hiện trong video âm nhạc cho "Sound Wave Superior" của Emmure .
Vào năm 2013, Angel xuất hiện trong bộ phim độc lập Scrapper, với sự tham gia của Michael Beach và Aidan Gillen, cùng với bộ phim hài lãng mạn Skum Rocks! 

## Đời tư
Angel hẹn hò với ngôi sao khiêu dâm James Deen trong sáu năm . Vào ngày 2 tháng 12 năm 2015, Angel xuất hiện trên The Jason Ellis Show để cung cấp thêm chi tiết về mối quan hệ sáu năm "bạo lực và đáng sợ" của cô với Deen .
Angel là thành viên đảng Dân chủ . Vào năm 2015, cô đã thừa nhận bản thân cô đã ủng hộ Bernie Sanders cho Tổng thống Hoa Kỳ trong các cuộc bầu cử sơ bộ của đảng Dân chủ cho cuộc bầu cử tổng thống năm 2016 của Hoa Kỳ.